# فروسرخ

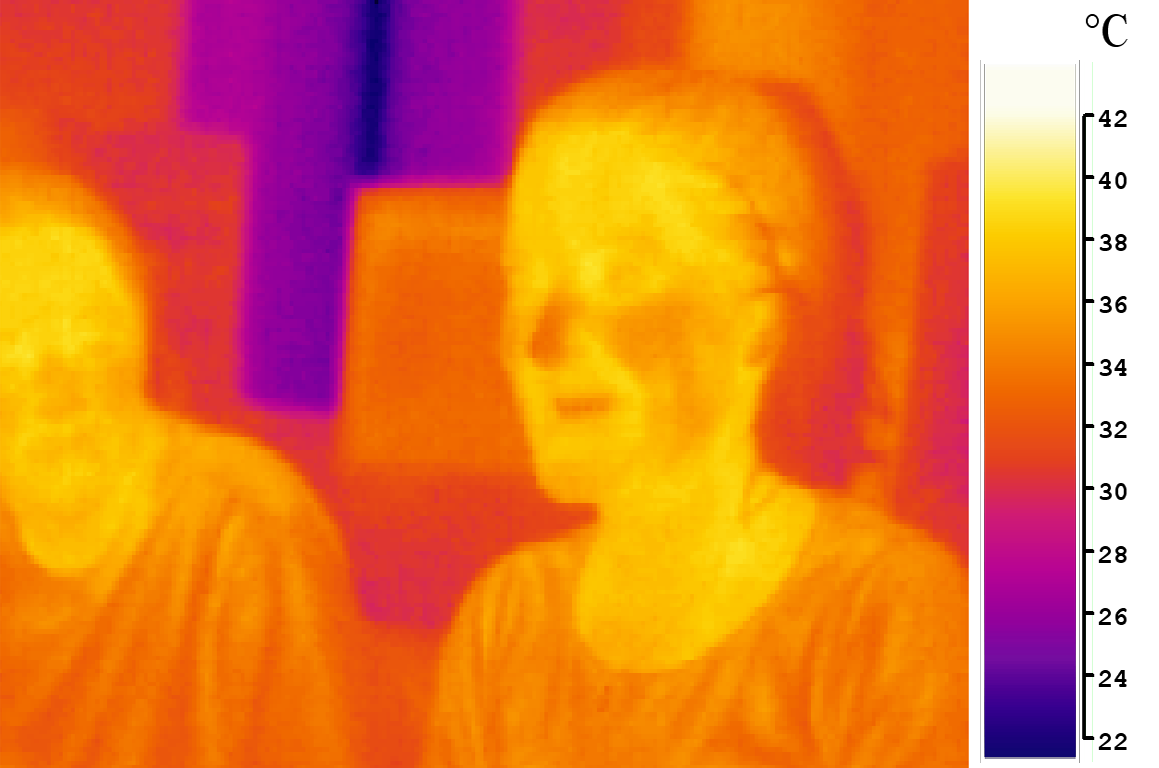
یک نگارهٔ رنگ کاذب دو نفر که با استفاده از طول موج بلند مادون قرمز گرفته شده‌است. (ثبت درجه‌های مختلف حرارت تابشی بدن)

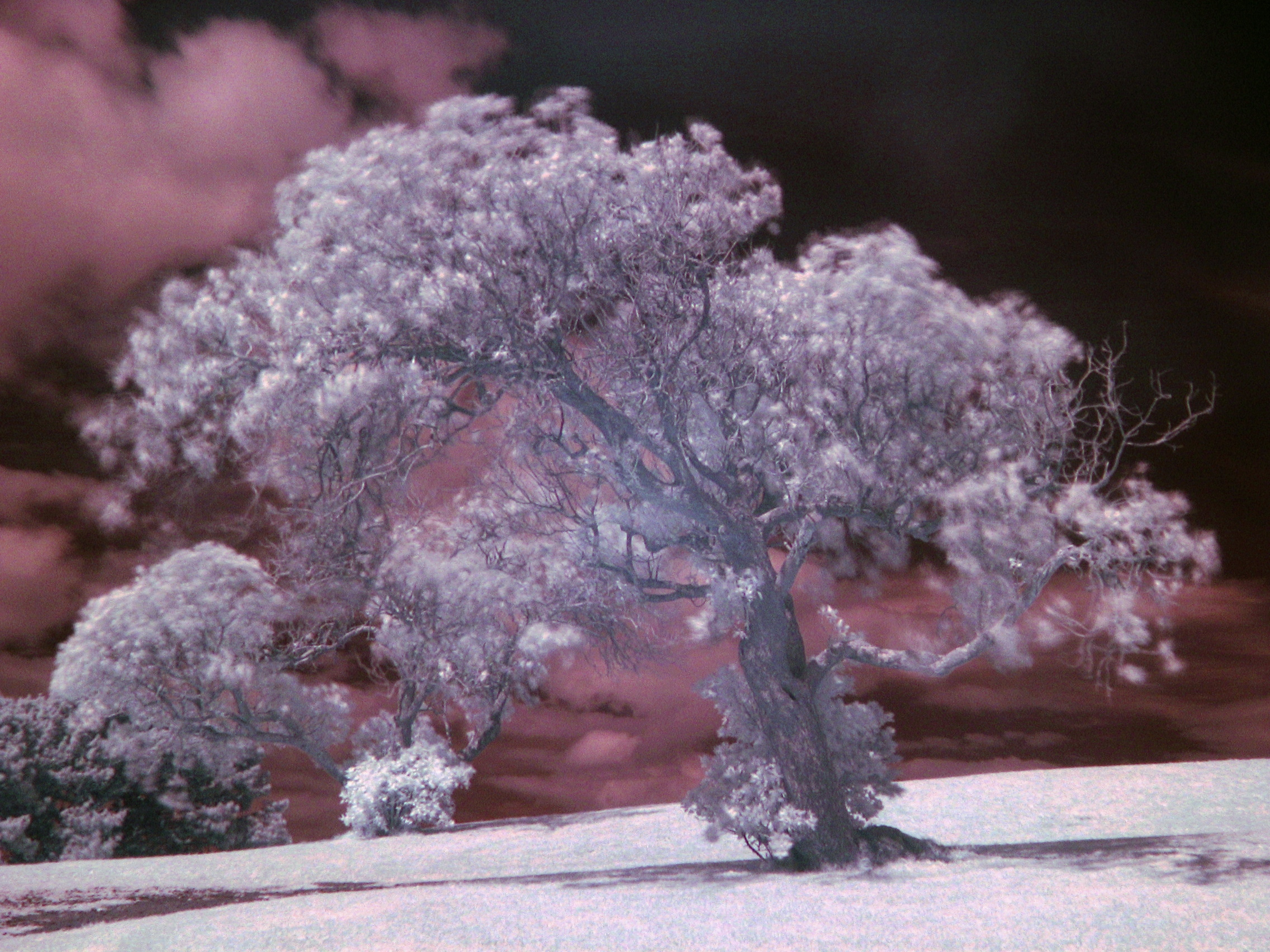
تصویر یک درخت در نور مادون قرمز

تابش فروسرخ (به انگلیسی: Infrared) یا مادون قرمز یا به اختصار IR، در علم فیزیک به قسمی از طیف امواج الکترومغناطیسی گفته می‌شود که طول موج آن‌ها بلندتر از نور مرئی و کوتاه‌تر از امواج رادیویی است. امواج مادون قرمز در بازهٔ فرکانسی ۳۰۰ گیگاهرتز تا ۴۲۸ تراهرتز و طول موج ۱ میلی‌متر تا ۷۰۰ نانومتر قرار می‌گیرند.

## امواج فروسرخ

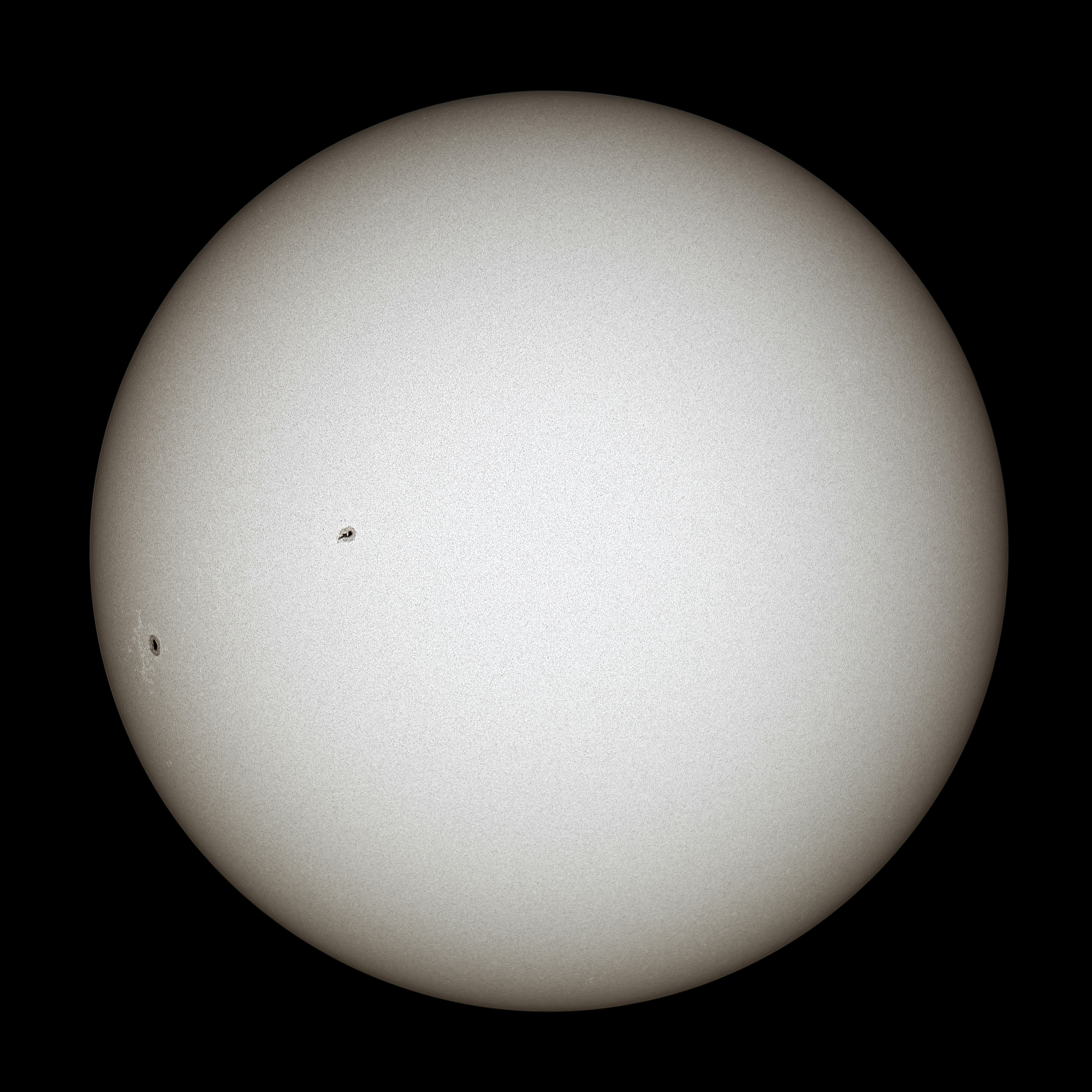
نگاره‌ای از خورشید در نور سفید (رنگ واقعی)

امواج فروسرخ نوعی از امواج الکترومغناطیسی هستند که پس از برخورد با جسم، موجب گرم شدن آن می‌شود. این امواج دسته‌ای از پرتوهای نامرئی خورشید هستند. به همین سبب وقتی در مقابل نور خورشید قرار می‌گیریم احساس گرما می‌کنیم. این امواج دارای طول موج بیشتر از امواج مرئی و بسامد (فرکانس) کمتر از آن‌ها هستند. به همین دلیل در نمودار طیف الکترومغناطیس بعد از امواج مرئی قرار دارد. این امواج در نمودار بعد از رنگ سرخ در امواج مرئی، که کم‌ترین شکست را نسبت به دیگر رنگ‌ها دارد قرار می‌گیرد. به همین سبب به آن‌ها امواج فروسرخ می‌گویند.

## کاربردها

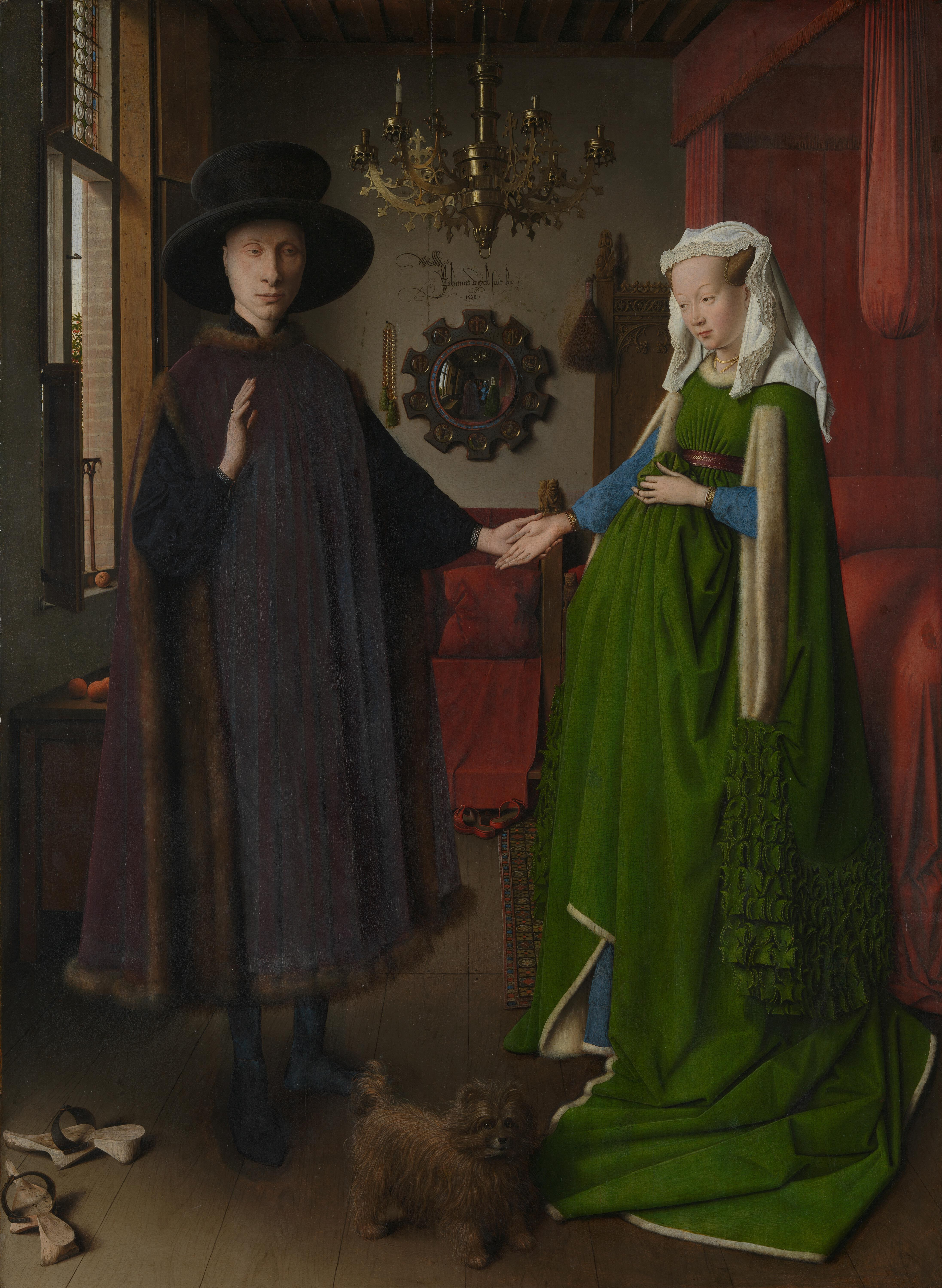
تصویر دو مجسمه در تابش فروسرخ یا مادون قرمز

### در رادار ها و فلزیاب های فرکانسی
مادون قرمز در دسته سنسور های فرکانسی است؛
مادون قرمز در خیلی از تجهیزات و لوازم از جمله سیستم های الکترونیکی، رادار ها، فلزیاب های فرکانسی و رادار نفوذ کننده به زمین کاربرد دارد.

#### شکل گیری مادون قرمز
نور در اصل شکل گرفته از فرکانس است و ساختار فرکانس با تجمیع میدان های الکترو مغناطیس است که نور را شکل می دهد؛ 
مادون قرمز نیز نور خاص خود را منتشر میکند که شرایط حرکت میدانی با فرکانس را دارد.

#### نحوه بهره گیری در رادار و یابنده فرکانسی
بهره گیری از مادون قرمز وابسته به نوع طراحی مدار اصلی هر نوع سیستم یابنده دارد که چه کاربردی داشته باشد؛
در رادار ها و فلزیاب فرکانسی یا هر نوع یابنده فرکانسی، فرکانس اصلی از فرکانس بالا تا پایین را مدار رادار شکل داده و منتشر مینماید و سنسور مادون قرمز نیز فرکانس و میدان های الکترومغناطیس خاص متعلق به شکل دهنده نور را انتشار داده و مسلم است که میدان ها تمایل به ترکیب و تبدیل یا شکل دهی میدان مشترک را دارند.
میدان فرکانس اصلی مدار رادار یا فلزیاب فرکانسی یا هر نوع یابنده فرکانسی با میدان الکترومغناطیس متعلق به فرکانس شکل دهنده نور مادون قرمز حالت ترکیب میدان های مشترک برای تبدیل به خود میگیرند و بر همدیگر میتوانند سوار یا مدوله شوند؛
زمانی که فرکانس اصلی مدار رادار حرکت به فاصله دور را دارد و در فلزیاب فرکانسی یا یابنده فرکانسی فرکانس پایین یا مولتی فرکانس تمایل به نفوذ به عمق زمین را دارد فرکانس و میدان های مادون قرمز هم دارای همان قدرت حرکت و نفوذ فرکانس مدار اصلی میگردد.

#### ترکیب میدان مادون قرمز و فرکانس یابنده فرکانسی
وقتی که فرکانس مدار اصلی حرکت به فاصله دور یا عمق زمین دارد میدان های الکترومغناطیس با جریان فرکانس شکل دهنده نور مادون قرمز هم در حالت میدان مشترک تبدیلی و ترکیبی با فرکانس اصلی مدار به فاصله دور حرکت نموده یا به عمق زمین نفوذ میکند؛
در موقعیتی که فرکانس اصلی مدار رادار یا فلزیاب فرکانسی یا هر نوع یابنده فرکانسی دارای قدرت حرکت و نفوذ به عمق زمین دارد فرکانس و میدان های مربوط به مادون قرمز هم به همراه فرکانس اصلی مدار رادار و فلزیاب فرکانسی یا یابنده فرکانسی توان حرکت و نفوذ به عمق زمین را خواهد داشت.
فرکانس مادون قرمز در حرکت و نفوذ وابسته به توان فرکانس مدار اصلی رادار یا فلزیاب فرکانسی یا هر نوع یابنده فرکانسی میشود و در اصل قدرت و نفوذ و عبور مادون قرمز از قدرت حرکت و نفوذ مدار اصلی رادار را دارا میشود؛
مدار رادار یا فلزیاب فرکانسی با عدد وی دی ای در ادیت و ترشهولد سطح و حجم و دیگر تنظیمات را طراح به شکلی طراحی مینماید که قابلیت کاربرد سنسور فرکانسی مادون قرمز در همراهی انتشار و بازتاب یا ارسال و دریافت داشته باشد تا در درون مدار اصلی شرایط ترکیب و تعادل انتشار مادون قرمز قابلیت تشخیص و تفکیک و تبعیض و ارزیابی برای ترکیب و تبدیل داشته باشد.
فرکانس اصلی رادار و فلزیاب فرکانسی یا یابنده فرکانسی هر میزان حرکت و نفوذ و قدرت عبور داشته باشد فرکانس و میدان های مشترک مادون قرمز هم توان نفوذ و عبور و حرکت دارا میگردد؛
جریان انتشار فرکانس مادون قرمز متصل به مدار اصلی به همان میزان توان قدرت نفوذ و عبور و حرکت فرکانس اصلی مدار رادار یا هر نوع یابنده فرکانسی را دارا میشود چون دارای میدان های مشترک در ترکیب و تبدیل را دارند و این شرایط حرکت و نفوذ و عبور و بازتاب میدان های مادون قرمز وابسته و خاص به طراحی مدارات رادار و فلزیاب فرکانسی یا هر نوع یابنده فرکانسی است که طراح از مادون قرمز یا همان لیزر نیز بهره میبرد و در رادار ها و فلزیاب فرکانسی یا هر نوع یابنده فرکانسی سنسور مادون قرمز یکی از عوامل کمک کننده به دقت و سرعت و حرکت فرکانس اصلی است.
مادون قرمز را در اصطلاح به صورت عام لیزر هم میگویند.

### در گرمایش تابشی
در سامانه‌های گرمایش تابشی از پرتوهای فرو سرخی که از سطح مبدل ساطع می‌شود جهت گرمایش محیط استفاده می‌شود. در این روش نیازی به دمش هوای گرم نبوده و گرما مثل نور منتقل می‌شود. هر جسمی که داغ شود پرتوهای گرمانور از خود ساطع می‌کند.

### دمانگاری

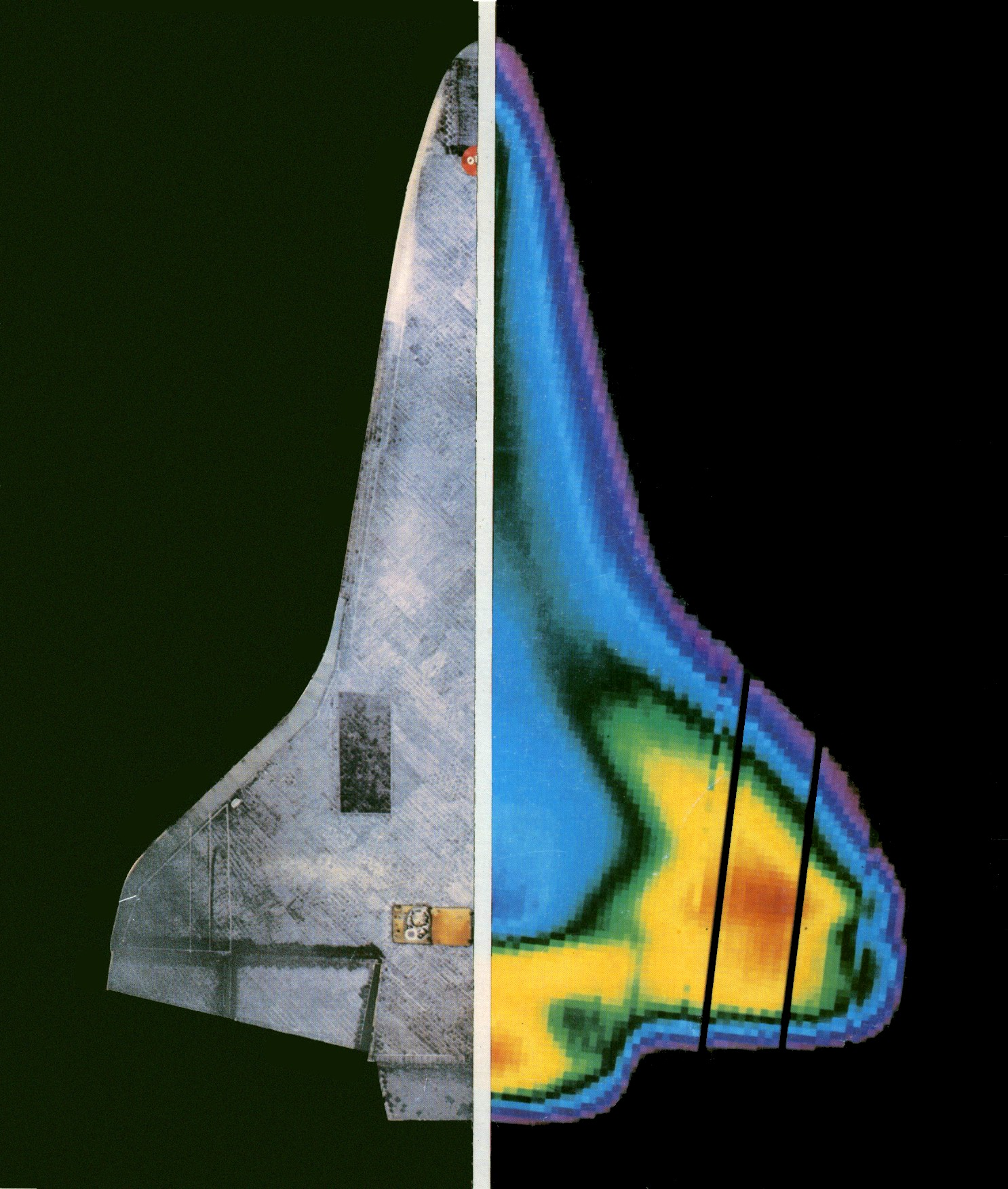
دمانگاری (توموگرافی) به تعیین مشخصات دمایی سیستم حفاظت حرارتی شاتل فضایی در هنگام ورود مجدد به جو کمک کرد.

تابش فروسرخ (مادون قرمز) می‌تواند برای تعیین دمای اجسام از راه دور (در صورت مشخص بودن میزان انتشار) مورد استفاده قرار گیرد. این روش دمانگاری (ترموگرافی) نامیده می‌شود، یا در مورد اجسام بسیار داغ در محدوده NIR یا مرئی، پیرومتری نامیده می‌شود . دمانگاری (تصویربرداری حرارتی) عمدتاً در کاربردهای نظامی و صنعتی استفاده می‌شود، اما این فناوری به دلیل کاهش شدید هزینه‌های تولید، به شکل دوربین‌های مادون قرمز روی خودروها به بازار عمومی راه پیدا می‌کند.
دوربین‌های دمانگاری تابش را در محدوده مادون قرمز طیف الکترومغناطیسی (تقریباً ۹۰۰۰ تا ۱۴۰۰۰ نانومتر یا ۹ تا ۱۴ میکرومتر) تشخیص می‌دهند و تصاویری از آن تابش تولید می‌کنند. از آنجایی که تابش مادون قرمز توسط همه اشیاء بر اساس دمای آنها ساطع می‌شود، طبق قانون تابش جسم سیاه، ترموگرافی امکان "دیدن" محیط اطراف را با یا بدون نور مرئی فراهم می‌کند. میزان تابش ساطع شده توسط یک جسم با دما افزایش می‌یابد، بنابراین دمانگاری به فرد امکان مشاهده تغییرات دما را می‌دهد (از این رو این نام را به خود گرفته است)

### در ریموت دستگاه‌ها
بسیاری از ریموت‌های دستگاه‌ها مثل تلویزیون و … از فرستنده و گیرنده‌های فروسرخ درست شده‌اند که با خاموش و روشن شدن آن پالسی به گیرنده می‌دهند و گیرنده پس از پردازش پالس، دستور خواسته شده را انجام می‌دهند.

### در تلفن همراه
قابلیت تبادل اطلاعات از راه بیسیم به وسیلهٔ پرتوی نامرئی فروسرخ (INFRARED)؛ شما می‌توانید به وسیلهٔ این قابلیت اطلاعاتی مانند عکس، فیلم یا دیگر موارد را به گوشی‌های تلفن همراه دیگر یا رایانهٔ خود ارسال نمایید. البته باید توجه داشته باشید سرعت انتقال اطلاعات با فروسرخ بسیار پایین است و برای انتقال فایل‌ها از نظر زمانی اصلاً مناسب نیست.

### فیزیوتراپی(فیزیک‌درمانی)
در فیزیوتراپی جهت درمان بسیاری از بیماری‌ها و کنترل درد از سیستم IR استفاده می‌شود.

### طیف‌بینی فروسرخ
این نوع طیف بینی در مطالعهٔ ترکیبات شیمیایی، بررسی سطوح و اندازه‌گیری کمی و … کاربرد دارد.

### ابزارهای دید در شب
این ابزارها بر اساس سنجش تابش فروسرخ که از حوزهٔ دید انسان پنهان است طراحی شده‌است.
عینک‌های دید در شب:
کاری که عینک‌های دید در شب انجام می‌دهند این است که نور ضعیف محیط را که عملاً برای چشم غیرمسلح قابل رویت نیست تقویت نموده و پس از تبدیل به طیف قابل رویت آن را در یک صفحهٔ دو بعدی در مقابل هر یک از چشمان خلبان قرار می‌دهد در هر یک از لوله‌های عینک فوتون‌های منعکس شده از یک شیٔ از اپتیک‌هایی عبور می‌کنند؛ اپتیکها تصویر آن شیٔ را در قسمت پیشین یک فتو کاتد ارسنیوری گالیمی متمرکز می‌سازند. این فتو کاتد الکترون‌ها را به نسبت میزان فوتون‌هایی که از طرف آن شیء به قسمت پیشین آن می‌آیند به طرف بیرون پرتاب می‌کنند؛ این فرایند توسط دو عدد باتری ای‌ای که در کلاه خلبان تعبیه شده با ایجاد یک حوزهٔ مغناطیسی تشدید می‌گردد.
الکترون‌های آزاد شده از داخل یک صفحهٔ ریز کانالی (ریز مجرایی) که خود به شکل یک نان بستنی دایره‌ای شکل نازک به اندازهٔ یک سکهٔ ربع دلاری بوده و دارای ۱۰ میلیون لولهٔ شیشه‌ای نازک می‌باشد کمانه می‌کنند، این لوله‌های شیشه‌ای نازک ۸ درجه نسبت به الکترون‌هایی که به طرف آن‌ها می‌آیند انحراف دارند و داخل آن‌ها از ماده‌ای پوشانده شده که با هر بار کمانه کردن الکترون‌های بیشتری را آزاد کرده و سیگنال‌های ورودی را هزاران برابر تشدید می‌کند. این الکترون‌های افشان یک صفحهٔ فسفری را در عدسی چشمی عینک (دوربین) روشن می‌کنند و تصویر آن شیء را در فاصلهٔ یک اینچی چشم خلبان آشکار می‌سازند؛ تصویری که به این طریق از صفحهٔ بیرون در مقابل چشمان خلبان قرار می‌گیرد، دارای زمینهٔ سبز رنگ می‌باشد.

### کاربرد در شناسایی الیاف
یکی از روش‌های بررسی ساختمان الیاف استفاده از جذب پرتو فروسرخ (FTIR) می‌باشد. پرتو فرو سرخ در درجهٔ اول برای پی بردن به وجود گروه‌ها و عوامل مختلف در ساختمان مولکولی ماده مورد استفاده قرار می‌گیرد که این خود منتهی به یافتن فرمول مولکولی لیف می‌شود. همچنین روشی برای اندازه‌گیری مقدار مواد مختلف موجود در الیاف می‌باشد؛ مثلاً با این روش می‌توان آب در الیاف را اندازه‌گیری کرد. یکی از مزایای این روش این است که این پرتو تحت تأثیر تمام مولکول‌هایی که در ساختمان پلیمر یا لیف شرکت کرده‌اند چه کریستالی چه غیر آن قرار می‌گیرد در حالی‌که پرتو ایکس تنها اطلاعات در مورد مناطق کریستالی دارد. مزیت دیگر این روش سرعت بالای آن است. در برخی از الیاف و پلیمرها به علت تأثیر مولکول‌هایی که در همسایگی هم قرار دارند عمل جذب پرتو فروسرخ فقط در قسمت‌های کریستالی انجام می‌شود و وجود یک پیک مضاعف دلیل بر کریستالی بودن جسم است و پدیدار شدن یک پیک نشانی از آمورف بودن جسم دارد. از مقایسهٔ پیک‌های مختلف می‌توان درجهٔ کریستالی بودن جسم را اندازه‌گیری کرد (از مقایسهٔ شدت و دامنهٔ پیک‌های مضاعف و غیر مضاعف)، لذا تخمین درجهٔ کریستالی پلیمر با تشخیص نوع طیف پلیمر آمورف و کریستالی امکان‌پذیر است.